# Torneo de Berlín 2008
El Qatar Telecom German Open 2008 fue un torneo de tenis femenino, disputado del 5 al 11 de mayo de 2008. Fue un evento de categoría Tier I que se jugó en canchas de polvo de ladrillo como preparativo para el segundo Grand Slam del año, Roland Garros. Fue la 93.ª edición del torneo y tuvo lugar en el Rot-Weiss Tennis Club en la capital alemana, Berlín.
La No. 1 del mundo Justine Henin, la tricampeona defensora de Roland Garros, fue la máxima sembrada. Henin esperaba ganar este título por cuarta ocasión tras ganar los títulos en 2002, 2003 y 2005. La campeona defensora, Ana Ivanovic fue la principal contendiente al título al llegar como la segunda sembrada, con Jelena Janković y Svetlana Kuznetsova completaron la lista de las cuatro máximas sembradas. La quinta sembrada, Serena Williams fue también una rival temible a tener en cuenta en la lucha por el título; Serena había ganado los últimos 3 eventos que había disputado además de ser una ex-campeona de Roland Garros. Las rusas Anna Chakvetadze y Elena Dementieva completaron la lista de 7 miembros del top-10 que disputaron el torneo. María Sharápova y Daniela Hantuchová fueron parte de la lista de ingreso a disputar el torneo pero se anunció que ambas jugadoras se dieron de baja por lesiones el 30 de abril.

## Cabezas de serie

### Individual femenino
| Tenista             | Ranking | Preclasificada |
| Justine Henin       | 1       | 1              |
| Ana Ivanovic        | 2       | 2              |
| Svetlana Kuznetsova | 4       | 3              |
| Jelena Janković     | 5       | 4              |
| Serena Williams     | 6       | 5              |
| Anna Chakvetadze    | 7       | 6              |
| Elena Dementieva    | 9       | 7              |
| Marion Bartoli      | 11      | 8              |
| Patty Schnyder      | 12      | 9              |
| Ágnes Szávay        | 14      | 10             |
| Agnieszka Radwańska | 15      | 11             |
| Nicole Vaidišová    | 16      | 12             |
| Dinara Safina       | 17      | 13             |
| Shahar Pe'er        | 18      | 14             |
| Alona Bondarenko    | 25      | 15             |
| Nadia Petrova       | 22      | 16             |

- Ranking del 5 de mayo de 2008.[3]

## Campeonas

### Individual femenino
Dinara Safina venció a  Elena Dementieva por 3-6, 6-2, 6-2

### Dobles femenino
Cara Black /  Liezel Huber vencieron a  Nuria Llagostera Vives /  María José Martínez por 3–6, 6–2, [10–2]